# Temple protestant des Carmes (Montauban)
Le temple des Carmes est un édifice religieux protestant situé 2 Grand-rue Sapiac à Montauban, région Occitanie. La paroisse de Montauban et des Deux confluents est membre de l'Église protestante unie de France.

## Description
Le temple est en briques. Il se compose d'une nef terminée par un chœur à cinq pans et couverte de croisées d'ogives. Les travées sont séparées par des pilastres doriques. Le chœur est couvert par une voûte à six branches. Huit chapelles bordent la nef, également voûtées de croisées d'ogives. Une tribune reposant sur quatre piliers implantés sur le péristyle accueille l’orgue. L'orgue se compose de deux claviers, dix-sept jeux et un pédalier complet.

## Histoire

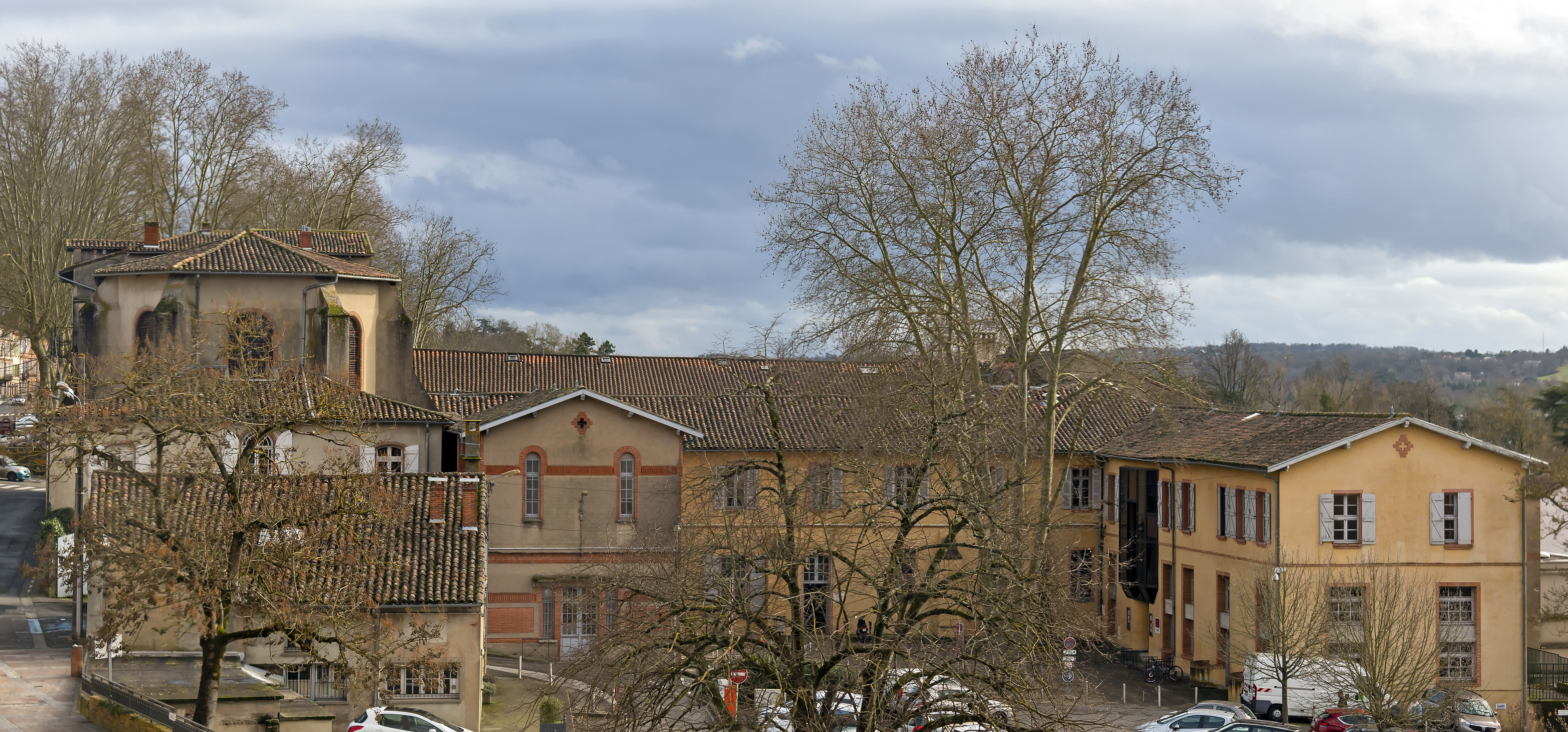
Le temple des Carmes : vue de l'abside et de la face nord ouest du cloître

En 1277, une communauté monastique de l'ordre des Carmes déchaux s’établit à l'extérieur de l'enceinte de Montauban, entre la ville et le site du Tescou. Pendant les guerres de Religion, les moines sont chassés et le couvent est détruit. En 1631, après l’édit de Montpellier, ils retrouvent leur ancien emplacement, et reçoivent de l'intendant Foucault un soutien financier pour construire une église dans l'esprit de la Contre-Réforme. En 1682, l'édifice est consacré. Les bâtiments du couvent sont terminés en 1717.
Les idées du protestantisme sont diffusées à Montauban dès 1531, au tout début de la Réforme protestante. En 1561, les réformés dirigent la ville. Le premier temple, dit « temple de l’École », est aménagé en 1565. En 1570, Montauban est une capitale du protestantisme français, et est garantie comme place forte par le traité de paix de Saint-Germain-en-Laye. Deux temples supplémentaires sont construits, le « temple vieux » en 1609 et le « temple neuf » en 1617. Ils sont démolis en 1664 et 1683
En 1787, l'édit de tolérance de Versailles redonne une existence légale aux protestants, restés nombreux dans la région. Pendant la Révolution française, les congrégations sont interdites et les religieux expulsés. Antoine Bernard Lauzet, négociant protestant de Nègrepelisse achète l'édifice au moment de la vente des biens du clergé, en 1791. La municipalité et le Directoire font des difficultés à autoriser l'exercice du culte, levées par l’intervention du député de la Convention nationale André Jeanbon Saint-André, qui est pasteur à Montauban avant la Révolution. Le 20 janvier 1793, le pasteur Duprat célèbre le premier culte.
L'orgue est acheté en 1850. En 1887 est construite la maison presbytérale, avec bureau, école et appartement du pasteur.
Le 29 octobre 1971, le temple est classé aux monuments historiques. L'orgue est rénové en 1973 et 1977 et 1993. En septembre 2019, une nouvelle pasteure est accueillie, Véronique Técher-Joliez,.